# Clarias nieuhofii
Clarias nieuhofii es una especie de pez de la familia Clariidae en el orden de los Siluriformes.

## Morfología
• Los machos pueden llegar alcanzar los 50 cm de
longitud total.

## Distribución geográfica
Se encuentra en el Sudeste asiático.